# ГЕС Панчет
ГЕС Панчет (англ. Panchet Hydroelectric Power Station) – гідроелектростанція на сході Індії у штаті Західний Бенгал. Використовує ресурс із річки Дамодар, яка дренує північно-східну частину плато Чхота-Нагпур та впадає праворуч в естуарій західного рукаву дельти Гангу Хуґлі трохи південніше за Колкату. 
В межах проекту річку перекрили земляною греблею із бетонними водоскидами висотою 48 метрів та довжиною 6777 метрів, яка потребувала 5,7 млн м3 ґрунту. Вона утворила водосховище з площею поверхні 121,8 км2 (у випадку повені – до 153,3 км2) та об’ємом 1476 млн м3, з яких корисним об’ємом було лише 222 млн м3, крім того, до 1084 млн м3 могло заповнюватись у випадку повені (метою спорудження комплексу був перш за все захист від катастрофічного підйому води). При цьому рівень поверхні у сховищі міг коливатись між 119,5 та 125 метрів НРМ, а у випадку повені сягати 135,7 метра НРМ.
Пригреблевий машинний зал в 1959 році обладнали однією турбіною типу Каплан потужністю 40 МВт, до якої в 1990-му додали ще одну таку ж.